# Cryosat-1
CryoSat era un satèl·lit de l'ESA que es va llançar el 8 d'octubre de 2005. El llançament va fracassar perquè el motor de la segona etapa del coet que el transportava no es va apagar quan estava previst com a conseqüència d'una fallada del sistema de control de vol de la tercera etapa. La missió havia de tenir una durada de tres anys i consistia a vigilar els canvis de la criosfera de la Terra. CryoSat estava dissenyat per proporcionar dades molt més precises sobre la taxa de canvi de la profunditat de la capa de gel continental i del gruix de la banquisa de gel.
El principal instrument de CryoSat era SIRAL (acrònim de SAR/Interferometric Radar Altimeter). SIRAL operaria en tres maneres diferents, depenent del punt de l'òrbita del satèl·lit. Sobre els oceans i la capa de gel continental, CryoSat hagués funcionat com un altímetre radar tradicional. Sobre les banquisas de gel, els ecos transmesos coherentment s'haurien combinat amb la informació d'un radar d'obertura sintètica per reduir la superfície observada, de manera que CryoSat pogués rastrejar bancs de gel més petits. La manera més avançat de CryoSat s'hauria utilitzat en les vores de la banquisa de gel i sobre les glaceres de muntanya. Aquí, l'altímetre empraria el radar d'obertura sintètica juntament amb una segona antena com interferòmetre per determinar l'angle entre el primer ressò de radar rebut i la perpendicular del satèl·lit amb la Terra. Això permetria mesurar la posició exacta de la superfície quan aquesta fos inclinada.
Per orientar-se, CryoSat incloïa un receptor DORIS, un retroreflector làser i tres rastrejadors d'estrelles.
CryoSat s'hauria controlat des del Centre d'operacions espacials europeu (ESOC), a Darmstadt (Alemanya).
Es va llançar des del cosmòdrom de Plessetsk a Rússia per l'empresa Eurockot. Per això es va utilitzar un llançador Rókot (un coet SS-19 modificat que originalment era un MBI dissenyat per transportar armes nuclears, però que Rússia està eliminant en compliment amb els tractats START). Segons Iuri Bakhvàlov, sotsdirector general del Centre espacial Khrunichev, quan no es va executar l'ordre automàtica d'apagar el motor de la segona etapa, aquesta va seguir funcionant fins que es va quedar sense combustible i, com a conseqüència, tampoc es va produir la separació prevista de la tercera etapa (Breeze-KM) del coet, que transportava el satèl·lit CryoSat i que va romandre unit a la segona etapa. Les etapes superiors del coet juntament amb el satèl·lit probablement van caure al Mar de Lincoln.
Els satèl·lits ERS-1 i ERS-2 van ser precursors que van servir per provar les tècniques utilitzades per CryoSat.
Uns mesos després de la seva destrucció, el febrer del 2006, l'Agència Espacial Europea va decidir construir i llançar una versió millorada anomenada Cryosat-2.